# إيه7في
إيه7في (بالألمانية: A7V) هي دبابة ألمانية دخلت الخدمة بالجيش الألماني عام 1918 مع نهاية الحرب العالمية الأولى، وقد طلبت القيادة الألمانية 100 دبابة في ربيع عام 1918 لكن إجمالي ما سُلم لم يزد عن 21 دبابة، وقد شهدت الدبابة إيه7في بعض المعارك مع الجيش الألماني خلال مارس-أكتوبر 1918. كانت هذه الدبابة الوحيدة التي صنعتها ألمانيا واستخدمتها خلال الحرب العامية الأولى.